# 司馬該
司馬该（272年—283年12月28日），字玄度，河內溫縣人，晉武帝司馬炎第十二子，生母嚴保林。

## 生平
咸宁三年八月癸亥（277年10月5日）司馬该受封为新都王，太康四年十一月戊午日（283年12月28日）去世，时年十二岁，谥号怀。无子，国除。